# Mark Veens
Mark Veens (Países Bajos, 26 de junio de 1978) es un nadador neerlandés retirado especializado en pruebas de estilo libre, donde consiguió ser subcampeón mundial en 2001 en los 4 x 100 metros estilo libre.

## Carrera deportiva
En el Campeonato Mundial de Natación de 2001 celebrado en Fukuoka ganó la medalla de plata en los relevos de 4 x 100 metros estilo libre, con un tiempo de 3:14.56 segundos, tras Australia (oro con 3:14.10 segundos que fue récord de los campeonatos) y por delante de Alemania (bronce con 3:17.52 segundos).